# 가이 기미히로
가이 기미히로(일본어: 甲斐 公博, 1990년 5월 16일 ~ )는 일본의 축구 선수이다.

## 국가대표팀 경력
그는 2007년 FIFA U-17 월드컵에 참가할 일본 U-17 국가대표팀에 발탁되었으며, 1경기에 출전했다.